# John Murphy Farley

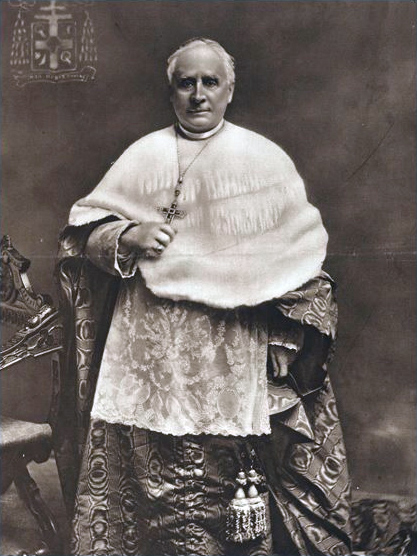
John Kardinal Farley

Kardinalswappen

John Murphy Kardinal Farley (* 20. April 1842 in Newton-Hamilton, Irland; † 17. September 1918 in Mamaroneck, New York) war ein irisch-amerikanischer Kardinal der römisch-katholischen Kirche und Erzbischof von New York.

## Leben
John Murphy Farley erhielt seine theologische und philosophische Ausbildung in Monaghan, New York und Rom. Er empfing am 11. Juni 1870 das Sakrament der Priesterweihe und arbeitete anschließend als stellvertretender Kirchenrektor in New Brighton, Staten Island. Von 1872 bis 1884 war er persönlicher Sekretär des Erzbischofs von New York John McCloskey, den er im Jahre 1878 zum Konklave nach Rom begleitete, wo sie aber erst nach der Wahl des Papstes eintrafen. 1884 wurde er Gemeindepfarrer in New York, von 1891 bis 1902 leitete John Murphy Farley als Generalvikar die Verwaltung des Erzbistums New York. 1892 erhielt er den Titel eines Päpstlichen Hausprälaten, 1894 den eines Apostolischen Protonotars.
Am 18. November 1895 ernannte ihn Papst Leo XIII. zum Titularbischof von Zeugma in Syria und Weihbischof in New York. Die Bischofsweihe empfing er von Erzbischof Michael Augustine Corrigan am 21. Dezember desselben Jahres. Mitkonsekratoren waren der Bischof von Brooklyn, Charles Edward McDonnell, und der Bischof von Ogdensburg, Henry Gabriels. Am 15. September 1902 wurde Farley zum Erzbischof von New York ernannt. Papst Pius X. nahm ihn am 27. November 1911 als Kardinalpriester mit der Titelkirche Santa Maria sopra Minerva in das Kardinalskollegium auf. John Murphy Farley nahm am Konklave 1914 teil, das Benedikt XV. wählte. Im Ersten Weltkrieg sah er eine Chance auf Frieden nur durch eine deutsche Niederlage. Besonderen Wert legte Kardinal Farley auf die Stärkung des katholischen Bildungswesens. Er starb am 17. September 1918 in Mamaroneck und wurde in der Kathedrale von New York bestattet.

## Bibliographie
- Patrick Joseph Hayes: John Cardinal Farley, Archbishop of New York. o. O. 1912
- M. J. Lavelle: John Cardinal Farley, archbishop of New York. American Ecclesiastical Review, LX (1919), S. 113–125